# 起士林餐厅
起士林（德語：Kiessling），是中国天津市的一家著名西餐厅，1907年由德国人阿尔伯特·起士林开办，地址曾先后位于天津法租界大法国路（今和平区解放北路）和天津德租界、天津美租界交界的威廉街（今河西区解放南路）。后与当时位于天津英租界马场道（Race Course Road）与达文波道（Davenport Road）交汇处（今和平区浙江路和建设路交汇处的浙江路33号）的维克多力餐厅合并。该建筑虽然和原貌有较大变化，但仍是重点保护等级历史风貌建筑和天津市文物保护单位。起士林餐厅原为天津食品集团直属单位，混改后由天津耳朵眼炸糕餐饮有限责任公司控股。
目前，“起士林”是中华老字号。

## 历史
起士林餐厅的创始人阿尔伯特·起士林（Albert Kiessling，1879年6月11日－1955年1月11日）曾在远洋轮船做过厨师，1904年在香港一间德国人开设的西餐店做厨师，1906年来到天津，1907年（一说1908年:265，后来多讹传为1901年）在天津开办起士林餐厅，经营销售正宗的德式西餐和面包、点心等食品。餐厅地点最初位于天津法租界大法国路法国俱乐部对面（今解放北路中国金融博物馆对面）。第一次世界大战期间，该餐厅被法国居民捣毁，起士林餐厅遂迁至当时的天津德租界、天津美租界交界的威廉街，即今解放南路政协俱乐部对面，后该地辟为起士林食品厂。当时，阿尔伯特·起士林吸收其好友巴德入股后曾将店名改为“起士林―巴德”:817。1934年4月1日，阿尔伯特·起士林将餐厅的股权售予奥地利人罗伯特·托比希（Robert Toebich，又作“陶必治”）以及另一名德国人瑞却尔（Walter Reichel），起士林餐厅此后逐步扩大面积，并加设舞厅和露天餐厅，还在南京、上海静安寺路与南京路，以及北戴河陆续开设了分店。1937年，日军占领天津，该店仍继续维持经营，当时员工已有200人左右。1945年10月，起士林被美军接收。1947年8月23日，陶必治被遣送回国。1949年，中华人民共和国成立后，起士林由天津市人民政府接管。
1954年，起士林餐饮部分与当时的维克多力餐厅合并。维克多力餐厅原名“义顺合”，20世纪20年代初开业，至20世纪40年代扩大经营并改名维克多力:570。以经营俄式西餐大菜为主，同时兼做英、法、德、意式名菜和西点。起士林与维克多力合并后，定名为起士林餐厅。而两店的面包。西点制作部分，单独设立了起士林食品厂，专门从事西点、糖果、巧克力等生产。文化大革命期间，起士林餐厅先后更名为天津餐厅、工农兵餐厅等。1970年，起士林餐厅职工联合给时任中华人民共和国总理周恩来写信请求恢复起士林餐厅老字号，七天后得到国务院批准。之后，起士林在大理道和南市食品街开办了两家分店，在河北省秦皇岛市北戴河也恢复了分店。1990年7月5日，起士林餐厅正式更名为“起士林大饭店”:817，不但设有西餐厅、客房，而且有舞厅和卡拉OK等附属设施。1998年12月18日，起士林餐厅北京分店开业，位于东城区南河沿大街华龙街2楼。

## 经营范围
起士林餐厅现主营德式西餐，兼做俄、英、法、意五国西式大菜，其代表菜有“奶油烤杂拌”、“罐焖牛肉”、“奶汁烤鱼”等。

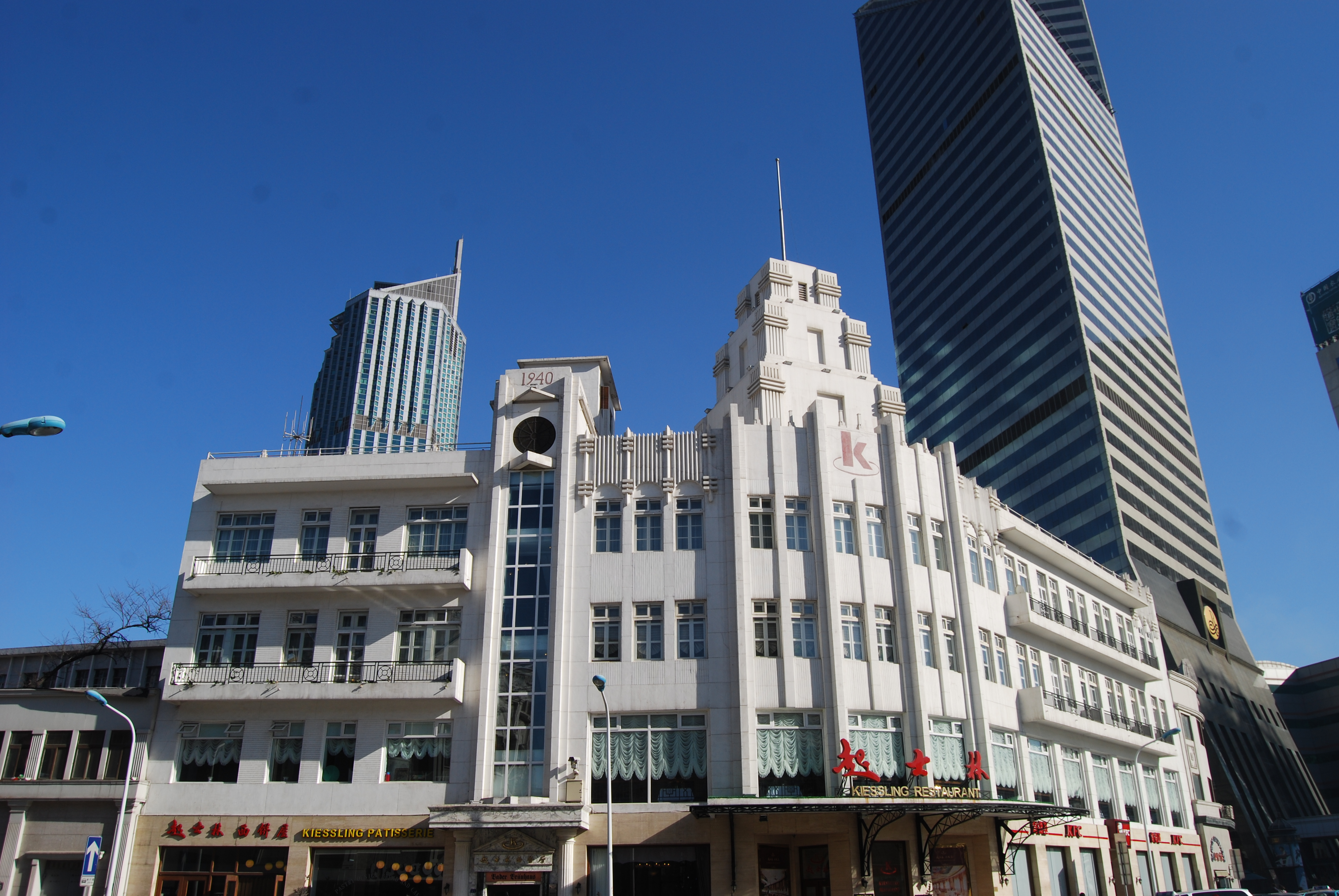
餐厅外立面
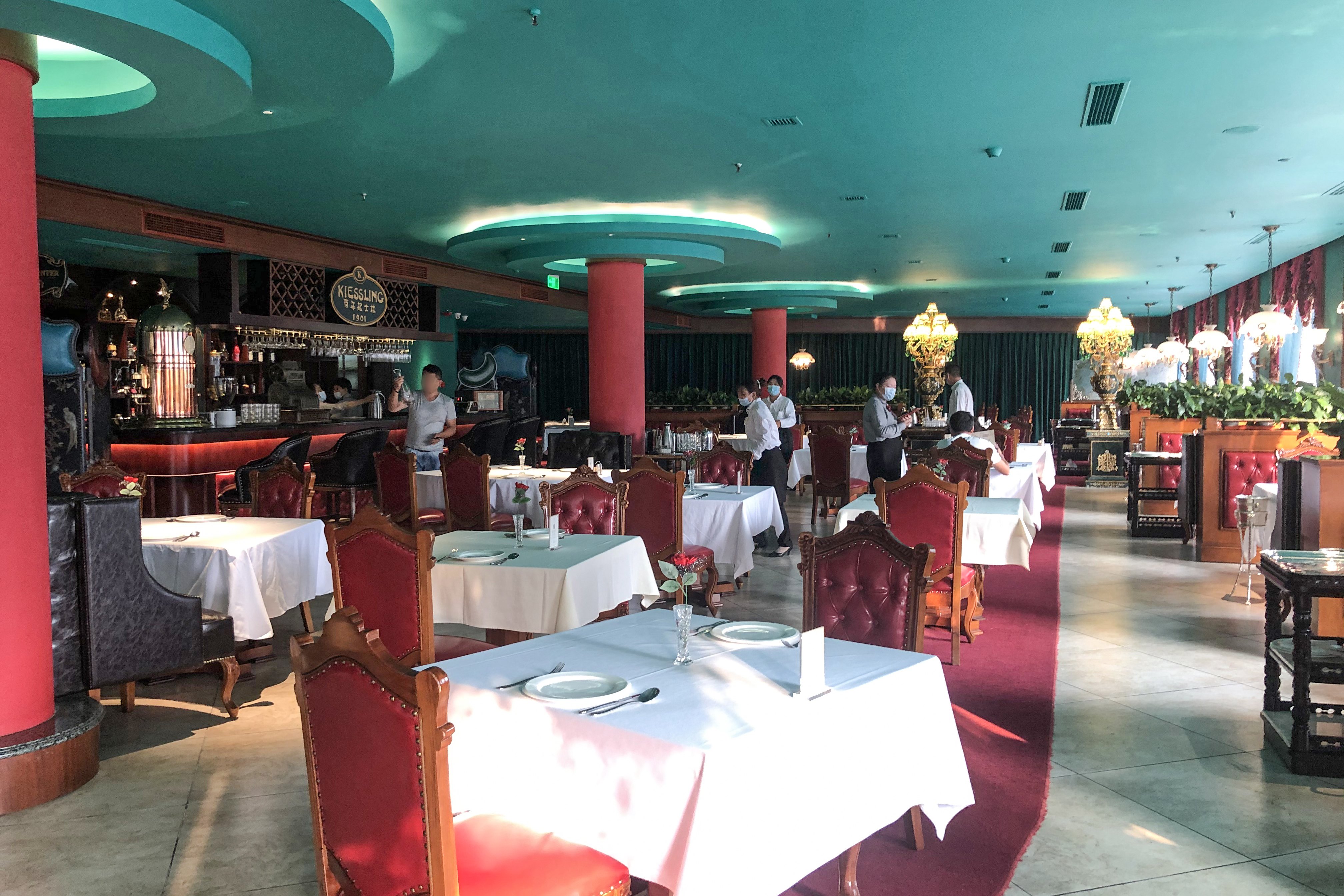
起士林餐厅二层
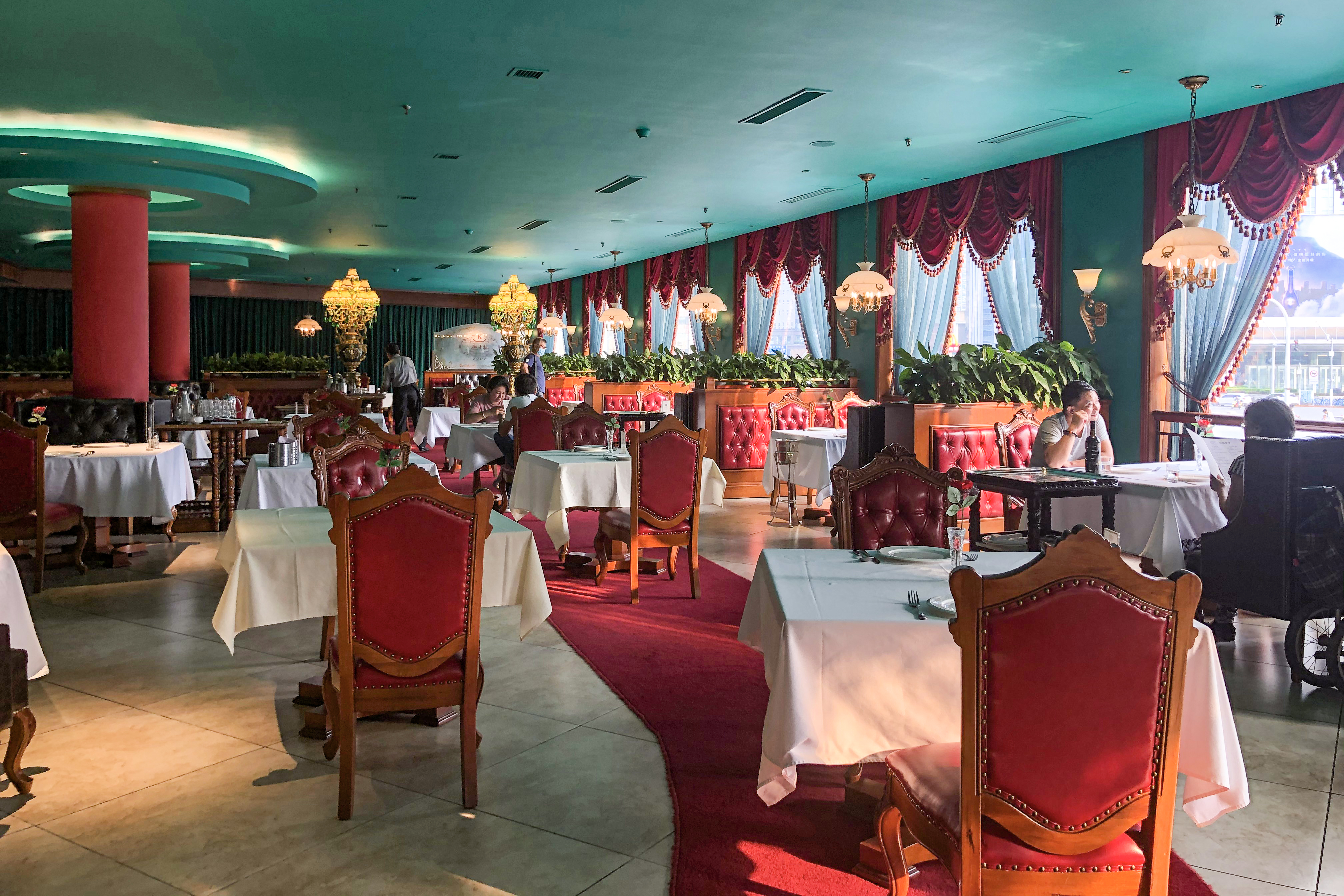
起士林餐厅二层
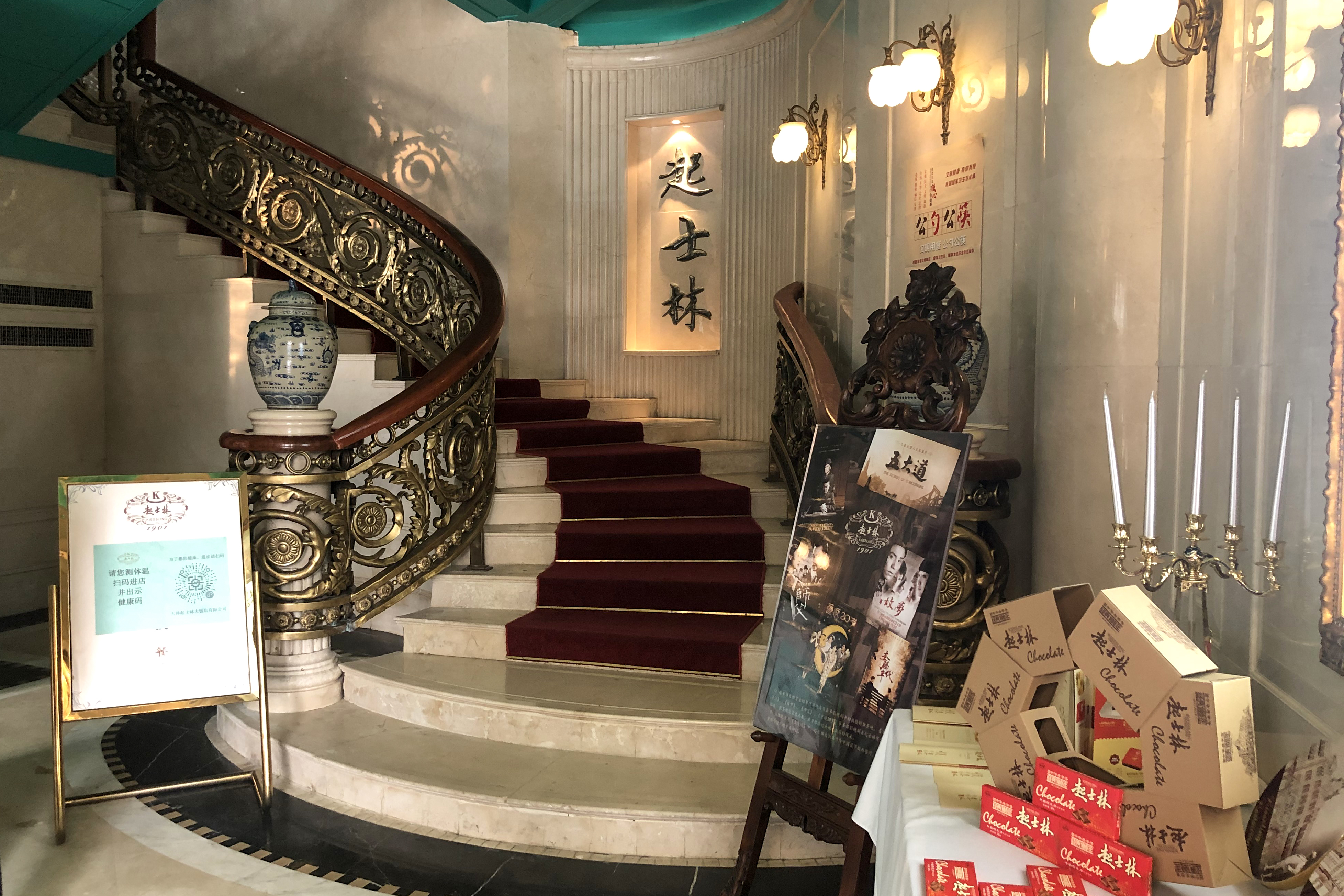
入口楼梯
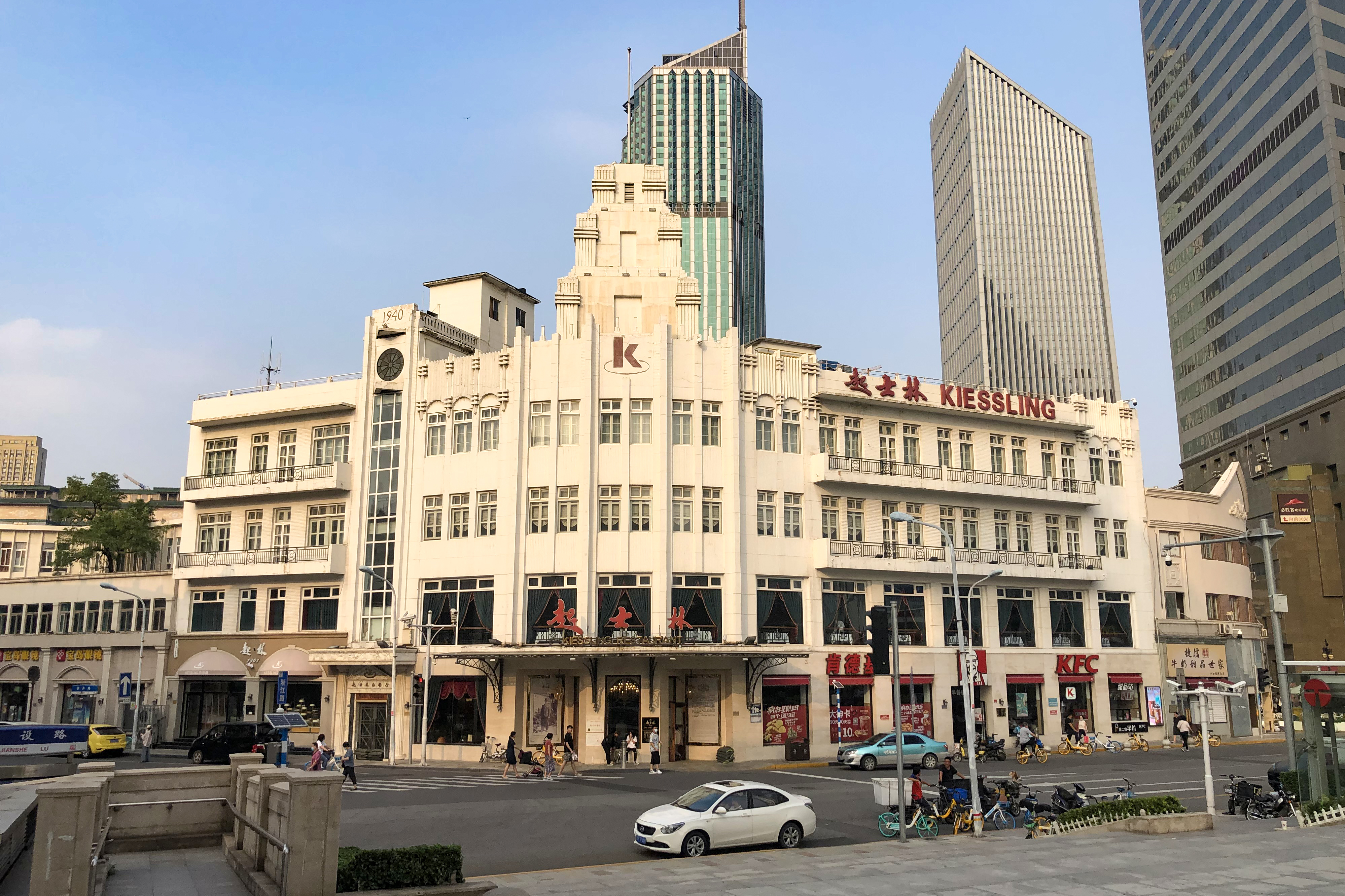
外立面